# The Absence of Presence
The Absence of Presence è il sedicesimo album in studio del gruppo musicale statunitense Kansas, pubblicato nel 2020.

## Tracce
1. The Absence of Presence – 8:22 (Tom Brislin, Phil Ehart, Zak Rizvi)
2. Throwing Mountains – 6:18 (Brislin, Ehart, Rizvi)
3. Jets Overhead – 5:17 (Brislin, Rizvi)
4. Propulsion 1 – 2:17 (Brislin)
5. Memories Down the Line – 4:38 (Platt, Rizvi)
6. Circus of Illusion – 5:19 (Platt, Rizvi)
7. Animals on the Roof – 5:12 (Brislin, Ehart, Rizvi)
8. Never – 4:50 (Platt, Ehart Rizvi)
9. The Song the River Sang – 5:05 (Brislin)

## Formazione
- Ronnie Platt – voce
- Rich Williams – chitarra acustica, chitarra elettrica
- Zak Rizvi – chitarra elettrica, cori
- Tom Brislin – tastiera, cori, voce (traccia 9)
- David Ragsdale – violino, cori
- Billy Greer – basso, cori
- Phil Ehart – batteria, percussioni